# Станнид лития
Станни́д ли́тия — бинарное неорганическое соединение, интерметаллид
олова и лития
с формулой LiSn,
кристаллы.

## Получение
- Сплавление стехиометрических количеств чистых веществ:

{\displaystyle {\mathsf {Li+Sn\ {\xrightarrow {486^{o}C}}\ LiSn}}}

## Физические свойства
Станнид лития образует кристаллы двух модификаций:
- α-LiSn, моноклинная сингония, пространственная группа P 21/m, параметры ячейки a = 0,517 нм, b = 0,774 нм, c = 0,318 нм, β = 104,5°, Z = 3, d = 4,97 г/см3, структура типа свинецлития LiPb[2].

- β-LiSn, тетрагональная сингония, пространственная группа I 41/amd, параметры ячейки a = 0,4381 нм, c = 2,5511 нм, Z = 12, d = 5,1 г/см3, структура типа литийгермания GeLi[3].

Соединение конгруэнтно плавится при температуре 486 °C.